# Bandera de la Guayana Francesa
La bandera de la Guayana Francesa, región y departamento de ultramar de Francia localizada en América del Sur, es un área blanca sobre el que se coloca un logotipo que muestra el contorno del territorio en verde, cuatro flechas en rojo, azul, dorado y negro; y la leyenda Collectivité Territoriale de Guyane («Colectivo Territorial de Guayana»), refiriéndose a la colectividad territorial ahora a cargo tanto del gobierno regional como del departamental.
El 29 de enero de 2010, el consejo general del departamento de ultramar de la Guayana Francesa adoptó unilateralmente una bandera para el departamento de la Guayana Francesa. Esto no fue reconocido por el consejo regional superior. Ambos consejos fueron disueltos a finales de 2015 y reemplazados por la asamblea de la Guayana Francesa en el marco de la nueva Colectividad Territorial de la Guayana Francesa. Por otra parte, solamente la bandera francesa es reconocida oficialmente por la Constitución francesa como bandera nacional.

## Escudo histórico
El escudo histórico de la Guayana consiste en campo de gules, en el que se puede ver un barco de vela lleno de oro en un río verde acusado de tres lirios de plata. En la parte superior, en un campo de azul pueden ver tres flores de lis de oro coronado en 1643 es el año de la colonización francesa de Guayana y la fundación de Cayena. La canoa llena de oro representa la riqueza de Guayana. Está inspirado en el escudo de armas de la ciudad de Cayena, en la Guayana francesa y diseñada en 1901 por el pintor Émile Merwart.

## Bandera independentista
La bandera independentista de la Guayana Francesa fue adoptada por el Consejo General de dicho departamento francés, el 29 de enero de 2010. Consiste de dos triángulos formados por la división del paño en dos mitades por su diagonal descendente desde el lado del mástil, siendo verde el superior y amarillo el inferior. Al centro se ubica una estrella roja, cuyo diámetro es equivalente a la tercera parte del ancho de la bandera.
Previo a su adopción, la Guayana Francesa no poseía una bandera oficial, utilizando la bandera de Francia como pabellón oficial. Los organismos gubernamentales regionales utilizaron una bandera blanca con el logo regional en el medio, formado por dos trazos, semejantes a dos rectángulos, de color azul el superior y verde el inferior. 
Delante del trazo azul aparece representada una estrella amarilla de cinco puntas y, delante del trazo de color verde, aparece dibujada una figura humana de color naranja en un bote amarillo sobre dos líneas onduladas de color naranja. En la parte superior del logo aparece escrita la palabra GUYANE (Guayana) y en la inferior LA RÉGION (la región). 
La bandera se inspira en la diseñada en septiembre de 1967 por el congreso fundador de la Unión de los Trabajadores de la Guyana (UTG) bajo el auspicio de Turenne Radamonthe, secretario general del primer sindicato local. La bandera fue utilizada no solo por los sindicatos, sino también por los movimientos independentistas del territorio (como el Movimiento de Descolonización y Emancipación Social). La Guayana Francesa no adoptó una bandera oficial por muchos años, y el debate sobre su adopción se tomó en el Foro Social realizado en Awala-Yalimapo en diciembre de 2005. En junio de 2007, con motivo del 40.º aniversario de la bandera diseñada por la UTG se retomó la discusión, finalmente siendo aprobada unánimemente por el Consejo General a comienzos de 2010.
El triángulo superior verde representa el bosque que cubre gran parte del territorio, y el triángulo inferior amarillo representa las riquezas minerales de la tierra. En el centro, la estrella roja de cinco puntas simbolizó originalmente la orientación socialista que esperaban los sindicalistas guiara el país, siendo reinterpretada como la sangre de los francoguayaneses.

## Galería

Bandera histórica  de la Guayana Francesa, adoptada en 1901.
Bandera original diseñada en 1967 y utilizada por grupos independentistas.
Logotipo regional empleado como enseña de la región.
Logotipo regional empleado como enseña del Gobierno Regional de la Colectividad Territorial de la Guayana.
Bandera de los 6 pueblos indígenas de la Guayana (desde 2012)